# Calligrapha bidenticola
Calligrapha bidenticola är en skalbaggsart som beskrevs av Brown 1945. Calligrapha bidenticola ingår i släktet Calligrapha och familjen bladbaggar. Inga underarter finns listade i Catalogue of Life.

## Bildgalleri

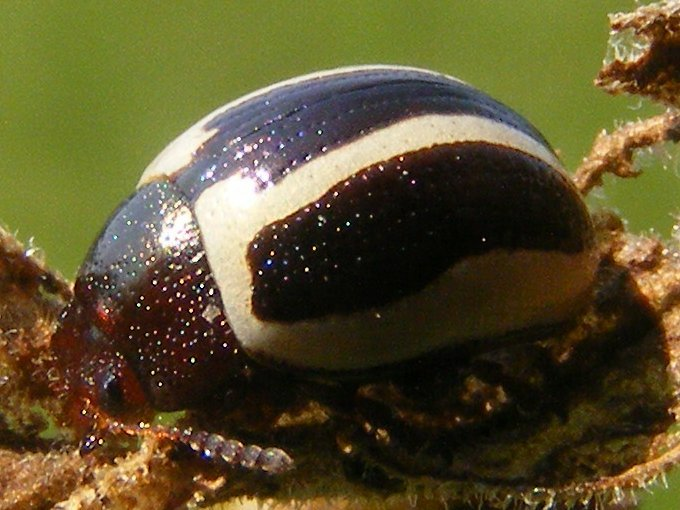
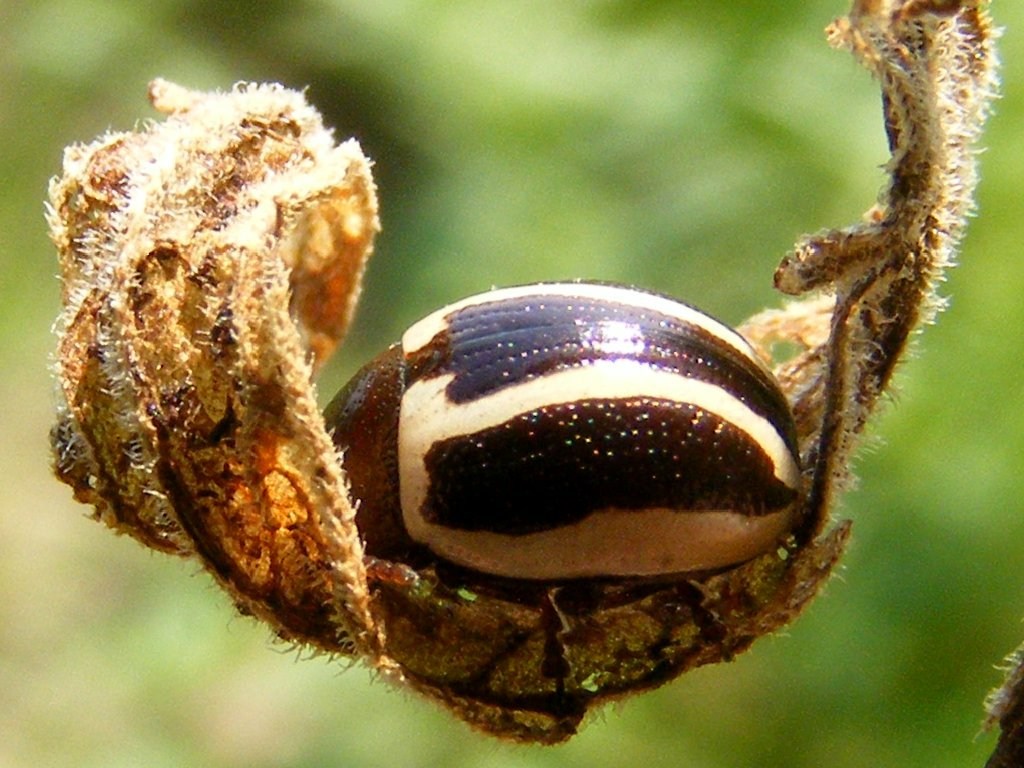
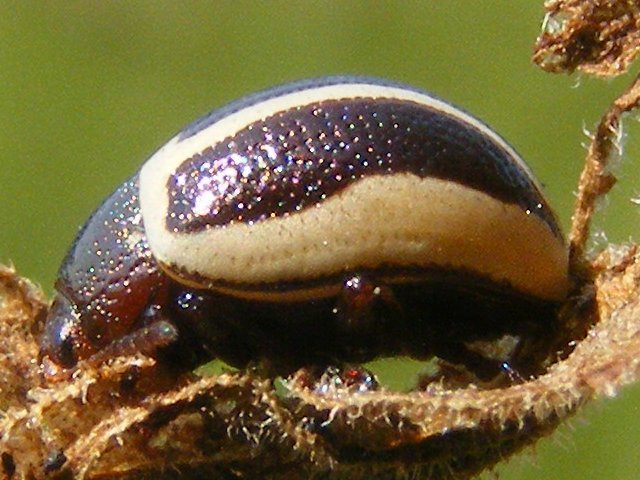
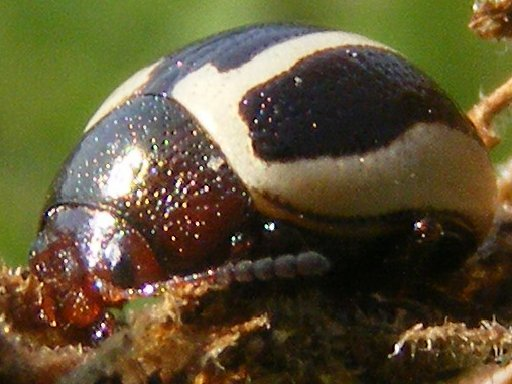